# Мітоксантрон
Мітоксантрон (англ. Mitoxantrone, лат. Mitoxantronum) — синтетичний лікарський препарат, який за своїм хімічним складом є похідним антрахінону та належить до групи протипухлинних антибіотиків, має структурну подібність до доксорубіцину та рубоміцину. Мітоксантрон застосовується виключно внутрішньовенно. Мітоксантрон розроблений у 70-х роках XX століття, та уперше схвалений FDA у 1987 році.

## Фармакологічні властивості
Мітоксантрон — синтетичний лікарський засіб, який є похідним антрахінону та належить до групи протипухлинних антибіотиків. Механізм дії препарату полягає у гальмуванні ферменту топоізомерази II, що призводить до гальмування синтезу ДНК і РНК, а також спричинює хромосомні аберації та утворення поперечних зв'язків між ланцюгами ДНК. Мітоксантрон однаково діє на як на проліферуючі, так і на непроліферуючі клітини, тобто його дія не залежить від стадії мітозу. Мітоксантрон застосовується переважно при різних формах раку: метастатичному раку молочної залози, неходжкінських лімфомах, раку яєчника, раку печінки, а також гострому лейкозі, який є резистентним до застосування інших лікарських засобів. Мітоксантрон має також імуносупресивну дію, що полягає у зменшенні проліферації активованих лімфоцитів периферичної крові, як Т-лімфоцитів, так і В-лімфоцитів та макрофагів, змінює антигенну активність моноцитів та дендритів, зменшує кількість продукції прозапальних цитокінів (у тому числі фактора некрозу пухлини, у-інтерферонів та інтерлейкіну-2). Це призводить до зниження активності імунокомпетентних клітин, які можуть спричинювати ураження мієлінової оболонки, та призводити до розвитку аутоімунних захворювань нервової системи, окрема розсіяного склерозу. Це дає можливість застосовувати мітоксантрон при прогредієнтних формах розсіяного склерозу., як самостійний препарат, або в комбінації з іншими препаратами (зокрема, церебролізином). Проте застосування мітоксантрону у пацієнтів із розсіяним склерозом може збільшувати ризик розвитку в них різних форм злоякісних пухлин, особливо колоректального раку. Мітоксантрон також є дуже активним до ембріональних клітин, тому його застосування при вагітності може призвести як до народження дитини із чисельними вадами розвитку, так і до самовільного переривання вагітності або народження мертвої дитини, хоча при довготривалих спостереженнях були випадки народження й здорових немовлят.

### Фармакокінетика
Мітоксантрон швидко розподіляється в організмі після внутрішньовенної ін'єкції, після внутрішньовенного введення біодоступність препарату становить 100 %. Найвищі концентрації мітоксантрону досягаються в щитоподібній залозі, печінці, серці та еритроцитах. Мітоксантрон добре (на 78 %) зв'язується з білками плазми крові. Препарат проходить через плацентарний бар'єр, незначно проникає в грудне молоко. Метаболізм препарату проходить у печінці та є трифазним. Виводиться препарат із організму з жовчю, незначна частина виводиться із сечею, переважно у вигляді метаболітів. Кінцевий період напіввиведення препарату складає від 2,3 до 13 діб (в середньому 5.8 доби), і цей час може збільшуватися при порушеннях функції печінки або нирок.

## Покази до застосування
Мітоксантрон застосовують для лікування метастатичного раку молочної залози, неходжкінських лімфом, раку яєчника, раку печінки, а також гострого лейкозу, який є резистентним до застосування інших лікарських засобів, а також при прогредієнтних формах розсіяного склерозу.

## Побічна дія
При застосуванні мітоксантрону побічні ефекти спостерігаються часто, найхарактернішими з них є виникнення вторинних злоякісних пухлин, особливо колоректального раку. Іншими побічними ефектами препарату є:
- Алергічні реакції та з боку шкірних покривів — алопеція, гарячка, шкірні алергічні реакції.
- З боку травної системи — стоматит, нудота, блювання, біль у животі, діарея або запор, погіршення апетиту, зрідка порушення функції печінки.
- З боку серцево-судинної системи — аритмії, хронічна серцева недостатність, тахікардія, зниження фракції викиду шлуночків.
- Зміни в лабораторних аналізах — лейкопенія, тромбоцитопенія, дуже рідко еритроцитопенія.
- Інші побічні ефекти — загальна слабкість; забарвлення шкіри в синій колір; порушення функції нирок; флебіт та некроз шкіри і підшкірної клітковини в місці ін'єкції; при застосуванні під час вагітності можливі внутрішньоутробна загибель плода, вади розвитку плода, затримка росту плода, ембріональна токсичність.

## Протипокази
Мітоксантрон протипоказаний при підвищеній чутливості до препарату, вагітності та годуванні грудьми.

## Форми випуску
Мітоксантрон випускається у вигляді концентрату для приготування розчину для ін'єкцій по 2 мг/мл у флаконах по 5; 10; 12,5 і 15 мл; а також 2 % розчину для внутрішньовенного застосування у флаконах по 10 мл.